# Joanna Miles
Joanna Miles (* 23. Januar 1940 in Nizza, Frankreich) ist eine US-amerikanische Schauspielerin.

## Leben
Joanna Miles wurde als Tochter von Jeanne Miles, einer amerikanischen Malerin, und Johannes Schiefer, einem französischen Kunstkurator, in Nizza, Frankreich geboren. 1941 wurde sie US-Bürgerin. An der The Putney School machte sie ihren Schulabschluss.
1973 wurde sie für ihre Darstellung der Laura Wingfield in der Literaturverfilmung Die Glasmenagerie nach Tennessee Williams’ gleichnamigen Theaterstück mit zwei Emmys, als Beste Nebendarstellerin in einem Drama und als Beste Nebendarstellerin des Jahres, ausgezeichnet. Während ihrer gesamten Karriere arbeitete Miles fast ausschließlich fürs Fernsehen und stand nur selten für Independentfilme bzw. Kinoproduktionen vor der Kamera, wie Todesgrüße aus dem Jenseits, Judge Dredd und Sex and Breakfast. Einem größeren Publikum wurde sie durch ihre Rolle der Perrin, Spocks Stiefmutter, in der Fernsehserie Raumschiff Enterprise: Das nächste Jahrhundert bekannt.
Von 1970 bis 1977 war sie mit William Burns verheiratet. 1978 heiratete sie den Produzenten Michael Brandman.

## Filmografie (Auswahl)

### Film
- 1973: Die Glasmenagerie (The Glass Menagerie, Fernsehfilm)
- 1975: Feuerkäfer (Bug)
- 1975: New York antwortet nicht mehr (The Ultimate Warrior)
- 1978: Feuer aus dem All (A Fire in the Sky)
- 1979: Orphan – Freitag der 13. (The Orphan)
- 1983: Cross Creek
- 1987: Das Recht zu sterben (Right to Die)
- 1988: Todesgrüße aus dem Jenseits (Blackout)
- 1992: Die Wassermaschine (The Water Engine)
- 1993: Die Stunde der Wahrheit (The American Clock)
- 1995: Judge Dredd
- 1995: Tödlicher Betrug (Above Suspicion)
- 2001: Der Ritt nach Hause (Crossfire Trail)
- 2007: Sex and Breakfast
- 2008: Gestohlene Worte – Der Roman des Todes (Grave Misconduct)
- 2009: Jesse Stone: Dünnes Eis (Jesse Stone: Thin Ice)

### Serie
- 1976: Barnaby Jones (eine Folge)
- 1979: Der unglaubliche Hulk (The Incredible Hulk, eine Folge)
- 1984: Dallas (vier Folgen)
- 1990–1991: Raumschiff Enterprise: Das nächste Jahrhundert (Star Trek: The Next Generation, zwei Folgen)
- 1998–2000: Chicago Hope – Endstation Hoffnung (Chicago Hope, zwei Folgen)